# ليونتيوس
ليونتيوس أو ليونتيَس (باليونانية: Λεόντιος، باللاتينية: Leontius، عام 660 حتى أغسطس 705/فبراير 706 على وجه التقريب) كان الإمبراطور البيزنطي منذ عام 695 وحتى 698. لا يُعرف سوى القليل عن حياته المبكرة، بخلاف أنه ولد في إيساوريا. حصل على لقب بِطْرِيق، وجُعِل إستراتيجوس ثيمة أنتالوك في عهد الإمبراطور قسطنطين الرابع. قاد القوات ضد الأمويين خلال السنوات الأولى من حكم جستنيان الثاني، وحقق النصر وأجبر الخليفة الأموي، عبد الملك بن مروان، على عقد السلام.
في عام 692، أعلن جستينيان الحرب على الأمويين مرة أخرى، وأرسل ليونتيوس لشن حملة ضدهم. على الرغم من ذلك، فقد هُزِمَ بشكل حاسم بعد معركة سبياستوبولس، وسُجن نتيجة لفشله من قبل جستنيان. أُطلِقَ سراحه في عام 695، وحصل على لقب إستراتيجوس ثيمة هيلاس. بعد إطلاق سراحه، قاد تمردًا ضد جستنيان، واستولى على السلطة، وأصبح إمبراطورًا في نفس العام.
حكم حتى عام 697، حتى أُطيحَ به قبل أبسيمار، وهو دُرُنجار كان قد شارك في بعثة فاشلة أطلقها ليونتيوس لاستعادة قرطاج. بعد الاستيلاء على القسطنطينية، اتخذ أبسيمار اسم تيبريوس الثالث، وأمر بقطع أنف ولسان ليونتيوس. أُرسِل إلى دير دالماتو، حيث بقي حتى فبراير 706. بحلول هذا الوقت، استعاد جستنيان العرش، وأُعدِمَ كل من ليونتيوس وتيبريوس.

## السيرة الحياتية

### المنشأ والحياة المبكرة
لا يعرف سوى القليل عن حياة ليونتيوس المبكرة، بخلاف أنه ولد في إيساوريا، وربما كان من أصل أرمني. عُيِّنَ إستراتيجوس ثيمة أنتالوك، وفي ذلك الوقت، كان القائد العسكري الأبرز للإمبراطورية البيزنطية، وعُيِّنَ بطريقًا من قبل الإمبراطور قسطنطين الرابع، ربما في عام 682 م.
ابتداءً من عام 680، اندلعت حرب أهلية في الخلافة الأموية الإسلامية، عرفت باسم الفتنة الثانية. طُعِنَ في السلطة الأموية حتى في مقاطعتهم العاصمة سوريا، في حين أن معظم الخلافة اعترفت بعبد الله بن الزبير. تحت حكم مروان بن الحكم وابنه عبد الملك، اكتسب الأمويون سيطرة أكبر، على الرغم من أن الزبيريين لم يُهزموا حتى عام 692.
أتاحت الحرب الأهلية في الخلافة الأموية فرصة للإمبراطورية البيزنطية لمهاجمة منافستها الضعيفة، وفي عام 686، أرسل الإمبراطور جستنيان الثاني ليونتيوس لغزو الأراضي الأموية في أرمينيا وإيبريا، حيث شن حملة ناجحة قبل قيادة القوات في أذربيجان وألبانيا القوقازية، وجمع ليونتيوس غنائم خلال هذه الحملات. أجبرت حملات ليونتيوس الناجحة الخليفة الأموي، عبد الملك بن مروان، على عقد السلام عام 688، والموافقة على تقديم جزء من الضرائب من الأراضي الأموية في أرمينيا وإيبريا وقبرص، وتجديد معاهدة موقعة بالأساس في عهد قسطنطين الرابع، موفرًا إتاوة أسبوعية من 1000 قطعة من الذهب، وحصان واحد، وعبد واحد.
غزا جستنيان الخلافة مرة أخرى في عام 692، وشعر أن الأمويين كانوا في وضع ضعيف، لكنه صُدَّ في معركة سبياستوبولس، حيث انشق عدد كبير من السلاف إلى الأمويين، مما ضمن الهزيمة البيزنطية. بعد ذلك، جدد الأمويون غزوهم لشمال إفريقيا، بهدف الاستيلاء على قرطاج في إكسرخسية إفريقيا، وغزوا الأناضول أيضًا. في ذلك الوقت، سجن جستنيان ليونتيوس. تشير بعض المصادر البيزنطية، مثل نقفور وتيوفان، إلى أن جستنيان فعل ذلك لأنه اعتقد أن ليونتيوس كان يسعى للاستيلاء على العرش، ولكن من المحتمل أن الهزيمة الساحقة في سبياستوبولس لعبت دورًا في سجنه أيضًا، حيث يُحتمل أنه شارك في المعركة بمثابته إستراتيجوس ثيمة أنتالوك، وربما كان القائد البيزنطي الرئيسي فيها.
بعد المزيد من النكسات في الحرب، حرر جستنيان ليونتيوس لخشيته فقدان السيطرة على قرطاج، وعينه إستراتيجوس ثيمة هيلاس. أثناء أسره، قام اثنان من الرهبان، غريغوريوس وباولوس، على رعاية ليونتيوس، وتنبأ كلاهما بوصوله إلى العرش، وشجعاه على الوقوف ضد جستنيان بعد إطلاق سراحه. سرعان ما أثار ليونتيوس تمردًا ضد جستنيان بمجرد أن نال حريته. حصل ليونتيوس على دعم واسع من الطبقة الأرستقراطية، الذين عارضوا سياسات جستنيان الخاصة بالأراضي، والتي حدت من قدرة الطبقة الأرستقراطية على الحصول على الأراضي من الملاك من الفلاحين، وحصل على دعم الفلاحين أيضًا، الذين عارضوا سياسات جستنيان الضريبية، بالإضافة إلى حصوله على دعم الفصيل الأزرق، أحد فصائل الهيبودروم (ميدان سباق خيل)، ودعم البطريرك كالينيكوس. أسر ليونتيوس وأنصاره جستنيان وأحضروه إلى ميدان سباق الخيل حيث قُطِعَ أنفه، وهي ممارسة شائعة في الثقافة البيزنطية، تُمارس عادةً لإزالة أي تهديد للعرش، حيث كان الأشخاص المشوهون يُمنعون تقليديًا من أن يصبحوا أباطرةً، ومع ذلك، لم يقتل ليونتيوس جستنيان، بدافع التبجيل لقسطنطين الرابع. بعد أن قُطِعَ أنف جستنيان، نفاه ليونتيوس إلى خيرسون، وهي أرض مستحاطة بيزنطية في شبه جزيرة القرم.

## روابط خارجية
| Leontios ولد: غير معروف توفي: فبراير 706 |                         |                   |
| ألقاب الحكم                              |                         |                   |
| سبقه جستنيان الثاني                      | إمبراطور بيونطي 695–698 | تبعه Tiberios III |